# 姚广孝墓塔
姚广孝墓塔，位于北京市房山区青龙湖镇，是明成祖朱棣的重臣姚广孝的墓塔。该墓塔始建于永乐十六年（1418年），于宣德元年（1426年）建成。该塔是一座八角九级的砖石重檐塔，高33米，顶部塔刹高3米。2013年，姚广孝墓塔被列为全国重点文物保护单位。

## 历史
姚广孝（1335-1418年）为明朝苏州长洲（今江苏吴县）人，字斯道。16岁出家，法名道衍，洪武年间跟随燕王朱棣到北平，成为朱棣的幕僚:510-511。靖难之役后，朱棣即位，赐道衍名为广孝，并授其太子少师。此后他还参加了《永乐大典》和《明太祖实录》的 编撰。永乐十六年（1418年），姚广孝去世，朱棣追封姚广孝为荣国公，按照僧礼将姚广孝葬在房山，并在房山为姚广孝建了一座墓塔:557。该塔自永乐十六年（1418年）起建，至宣德元年（1426年）建成:114。

## 结构
姚广孝墓塔位于房山区青龙湖镇长乐村东，高33米，是一座八角九级的密檐式墓塔。束腰浮雕有“寿”字以及花卉图案。平座双层勾栏，下面由砖制仿木结构承托。平座上方为三层仰覆莲瓣雕刻，簇拥塔身。塔身正东、正西、正南、正北四个方向为砖雕仿木隐作隔扇门，而西北、西南、东北、东南四个方向为砖雕雕花棂假窗。正南面假门上方嵌铭“太子少师赠荣国恭靖公姚广孝塔”石牌一块。檐下各角悬挂有1个铜铃，塔刹高3米，为铁制葫芦型，由4大4小8颗宝珠组成，正中间穿有立柱，立柱顶端有8条加固用的铁链与顶层塔檐各角的吻兽相连。塔前立有螭首龟趺神道御制碑一座，碑高4米，碑首题“御制荣国公神道碑”，碑文为明永乐十六年（1418年）时朱棣所撰，为“御制赠推忠辅协谋宣力文臣特进荣禄大夫柱国荣公谥恭靖姚广孝神道碑铭”，共计23行楷书，每行64个字左右。该碑于宣德元年（1426年）五月时该碑与塔同时落成。:557:115:510-511:436:119-122:258-259

## 保护
明朝和清朝时，姚广孝墓塔曾被多次维修:119-122。中华人民共和国成立之前，塔前就已经出现了多个盗洞。1980年和1985年，姚广孝墓塔得到整体修缮，塔前的盗洞被修复，并以塔为中心在下方加筑了14平方米的石基座:115:510-511，此外，神道碑外被加盖了碑楼，并建护栏加以保护:436。1984年5月，姚广孝墓塔被公布为第三批北京市重点文物保护单位:557。2013年，姚广孝墓塔被列为全国重点文物保护单位。